# NGC 4993
NGC 4993 est une galaxie lenticulaire située dans la constellation de l'Hydre. Sa vitesse par rapport au fond diffus cosmologique est de 3 228 ± 27 km/s, ce qui correspond à une distance de Hubble de 47,6 ± 3,4 Mpc (∼155 millions d'al). NGC 4993 a été découverte par l'astronome germano-britannique William Herschel en 1789. Cette galaxie a aussi été observée par l'astronome britannique John Herschel le 25 mars 1836 et elle a été inscrite au New General Catalogue sous la désignation NGC 4994.
La luminosité de la galaxie NGC 4993 dans l'infrarouge lointain (de 40 à 400 µm)  est égale à 1,91 × 1011 {\displaystyle L_{\odot }} (1011,28{\displaystyle L_{\odot }}) et sa luminosité totale dans l'infrarouge (de 8 à 1 000 µm) est de 2,19 × 1011 {\displaystyle L_{\odot }} (1011,34{\displaystyle L_{\odot }}).
À ce jour, 11 mesures non basées sur le décalage vers le rouge (redshift) donnent une distance de 38,909 ± 4,251 Mpc (∼127 millions d'al), ce qui est tout juste à l'extérieur des valeurs de la distance de Hubble. Notons cependant que c'est avec la valeur moyenne des mesures indépendantes, lorsqu'elles existent, que la base de données NASA/IPAC calcule le diamètre d'une galaxie et qu'en conséquence le diamètre de NGC 4993 pourrait être d'environ 34,9 kpc (∼114 000 al) si on utilisait la distance de Hubble pour le calculer.

## Fusion d'étoiles

NGC 4993
La kilonova AT 2017gfo, observée par Hubble, très probablement issue de la fusion d'étoiles à neutrons.

Le 17 août 2017, le passage d'ondes gravitationnelles en provenance de la galaxie est détecté par les interféromètres LIGO et Virgo. Le signal est référencé sous la dénomination GW170817.
Environ 2 secondes plus tard, le télescope spatial Fermi enregistre un sursaut gamma (GRB 170817A), suivi de l'émission d'ondes radio, observées en détail pendant plusieurs jours à l'aide des radiotélescopes VLA et VLBA.
L'ensemble de ces signaux est interprété comme le témoignage de la fusion de deux étoiles à neutrons. Il s'agit de la première détection d'ondes gravitationnelles pour laquelle une contrepartie électromagnétique a été observée.

## Groupe d'ESO 508-19
Selon A. M. Garcia, NGC 4993 fait partie du groupe d'ESO 508-19. Ce groupe de galaxies compte au moins 10 membres. Les autres membres du groupe sont NGC 4968, NGC 4970, IC 4180, IC 4197, ESO 508-11, ESO 508-15, ESO 508-19, ESO 508-24 et ESO 576-3.